# Национальный социалистический совет Нагаленда
Национальный социалистический совет Нагаленда (англ. National Socialist Council of Nagaland, NSCN) — организация в индийском штате Нагаленд, ведущая борьбу за освобождение Нагаленда и создания независимой Народной республики Нагалим, охватывающей помимо территории Нагаленда ещё и часть территории соседнего индийского штата Манипур и Мьянмы, в небольшой степени захватывая Ассам и Аруначал-Прадеш.

## Статус
Организация использует идеи маоистского толка, стремясь создать Великий Нагаленд, в котором будет построен социализм, развитая экономика и утверждено христианство.
Организация опирается на народность Тангкхул-нага, составляющую основное население горных районов Нагаленда и гор Манипура. В штате Манипур деятельность ограничена четырьмя округами Сенапати, Укхрул, Чандел и Таменглонг. В Нагаленде организация контролирует округа Вокха, Пхек, Зунхебото, Кохима, частично Мококчунг и Туенсанг.
Организация также имеет небольшое влияние в округах Ассама Горы Северный Качар и Карби-Англонг, и ещё в некоторых районах штата Аруначал-Прадеш.
Фактически NSCN создало правительственные структуры в контролируемых районах, действующие параллельно центральному правительству, собирающие налоги и признаваемые значительной частью населения.

## Структура организации
Генеральный секретарь — Тхуингаленг Муивах, председатель — Исак Чиши Сву. Руководители базируются в Таиланде. Движению подчинена Армия Нага, в которую входит одна бригада и шесть батальонов. Правительство включает в себя кабинет министров, включающие в себя министерства обороны, внутренних дел, финансов и иностранных отношений и ещё пять министерств. Эта же структура воссоздана в одиннадцати регионах, обеспечивая функционирование местного параллельного правительства. За границей имеется также «правительство в изгнании» (GPRN — Government of the People’s Republic of Nagaland), осуществляющее международную деятельность, сбор средств и заявления в прессе.
По оценкам ядро партии составляет 4,500 функционеров, в которые входят несколько племён нагов Нагаленда и Манипура.
Бюджет организации составляет порядка 200 миллионов индийских рупий.
Источниками финансирования является криминальная деятельность — перевозка наркотиков из Мьянма, нападение на банки и т. д. С населения взимаются налоги, в армию проводятся мобилизации.

## История
NSCN основана 31 января 1980 года, её возглавляют Исак Чиши Сву, Тхуигангленг Муивах и СС Кхапланг. Организация встала в оппозицию Национальному совету Нага, подписавшему с индийским правительством Шилонгское соглашение.
NSCN выбрало тактику вооружённого противостояния. Однако внутри самой организации образовались две группы, которые стали противостоять друг другу. Правительство Индии делало попытки организовать  переговоры. 30 апреля 1988 после попытки убийства Муивах (во время которой сам Муивах остался жив, но погибли несколько руководителей), NSN раскололось на две фракции — NSCN (K), возглавляемую СС Кхаплангом и NSCN (IM), возглавляемую Исаком и Муивахом. Первая группировка обвиняла Исака и Муиваха в закулисных переговорах с индийским правительством.
Группа NSCN (IM) — доминирует в Нагаленде. Она организовывала столкновения и акты террора. Предположительно в марте 1994 года она организовала террористический акт, окончившийся гибелью шестидесяти человек в церкви в Нагаленде. В декабре 1996 года боевики напали на автобус в Гувахати, при этом погибло 30 человек, а получили ранение 24 человека, все они принадлежали к народности куки.
В 1997 году было заключено соглашение о прекращении огня, но в апреле 1998 вооружённые инциденты возобновились. 29 ноября 1999 года была совершена попытка покушения на премьер-министра Нагаленда Джамира. В январе 2000 года Генеральный секретарь Муивах был арестован в Таиланде, где путешествовал по фальшивому южнокорейскому паспорту. Ему удалось на время освободиться, но потом его снова арестовали и приговорили к году тюрьмы.
28 мая 2001 года правительство Индии заключило соглашение о прекращении огня с группой NSCN (S) во главе с Кхаплангом и Китови Жимони, а 14 июня с NSCN (IM). 27 июля 2001 года состоялась встреча на высшем уровне премьер-министра Индии, представителей легальных общественных организаций Нагаленда и с выработкой плана стабилизации ситуации в штате.
Несмотря на перемирие и переговоры, постоянно продолжаются инциденты. Особенно часты стычки между NSCN (IM) и NSCN (K), а также инциденты в Манипуре, Ассаме и Аруначал-Прадеше с представителями NSCN.
3 августа 2015 года лидер NSCN (IM) Т. Муивах подписал мирное соглашение с правительством Индии в присутствии премьер-министра Моди.